# Christof Spengemann

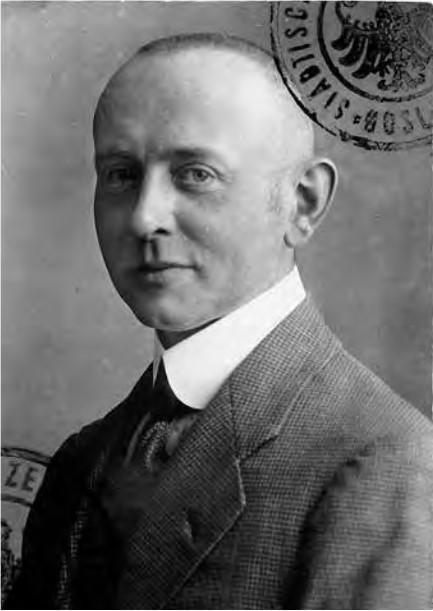
Brustbild von Spengemann aus einem amtlichen Ausweis des Dargestellten aus dem Jahr 1916

Christof Spengemann (geboren am 13. April 1877 in Linden bei Hannover, gestorben am 9. Januar 1952 in Hannover) war ein deutscher Werbegrafiker, Kunstkritiker, Verleger und Schriftsteller in Hannover.

## Leben
Christof Spengemann war das einzige Kind des Tischlers, Kontoristen und Schriftstellers Wilhelm Spengemann und dessen Frau Marie, geb. Lathwesen. Das Gymnasium verließ Christof Spengemann vorzeitig und absolvierte ab 1891 eine kaufmännische Lehre. 1903 heiratete er Luise Gebhardt, die später als Bildhauerin reüssierte. Im gleichen Jahr wurde er Mitglied der SPD. 1904 wurde sein Sohn Walter Spengemann geboren.

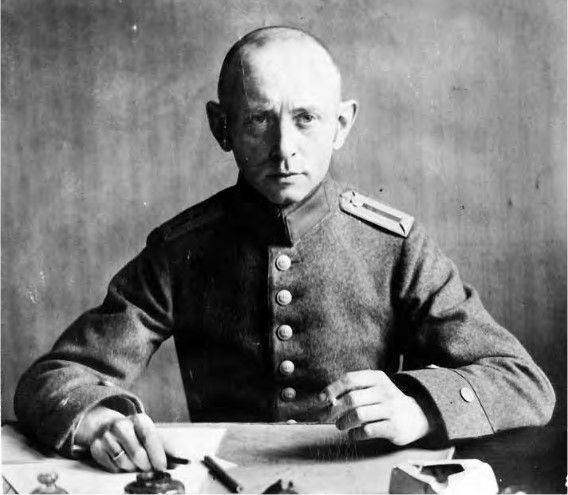
Spengemann 1918 am Schreibtisch als Militär während des Ersten Weltkrieges

Ab 1911 arbeitete er für die Keksfabrik von Hermann Bahlsen als Werbezeichner und Texter.
Nach dem Ersten Weltkrieg ging er für wenige Monate als Werbeleiter zu einer Düsseldorfer Firma. Im Mai 1921 wurde er Werbeberater bei der hannoverschen Schreibwaren- und Tinten-Firma Pelikan von Günther Wagner und wechselte bald zur Firma Zentralwerk in Isernhagen, die nach ihrem inflationsbedingten Zusammenbruch 1926 von der Tapetenkleister-Firma Sichel in Hannover übernommen wurde und deren Geschäftsführer Walter Dux und der Inhaber Ferdinand Sichel moderner Werbung gegenüber aufgeschlossen waren.
Seit 1933 engagierte sich Spengemann zusammen mit seiner Frau und seinem Sohn in der „Sozialistischen Front“. Im August 1936 wurden die Spengemanns verhaftet. Im Oktober 1937 wurde Christof Spengemann wegen antifaschistischer Aktivitäten („Vorbereitung zum Hochverrat“) zu zwei Jahren Haft verurteilt. Nach 1945 nahm er unter dem Pseudonym Thomas Immergrün, das er bereits in den 1920er Jahren benutzt hatte, seine schriftstellerische Tätigkeit wieder auf.
Zuletzt psychisch krank und pflegebedürftig verstarb Spengemann am 9. Januar 1952 in Hannover.

## Werk
Ab 1903 begann Spengemanns publizistische Tätigkeit. Bereits vor dem Ersten Weltkrieg veröffentlichte er Ausstellungsrezensionen und Kunstkritiken in der in Hannover erscheinenden sozialdemokratischen Zeitung „Volkswille“, aber auch in den „Lustigen Blättern“ und der Zeitschrift „Jugend“. Auch in der von ihm für die Firma Bahlsen gegründeten Betriebszeitschrift „Leibniz-Blätter“ erschienen zahlreiche Texte von Spengemann. 1913 verfasste er für Bahlsen das Festspiel „Der Streit der TET-Geister“. Unmittelbar nach dem Ersten Weltkrieg wurde Spengemann, der u. a. für die schrieb, zu einem wichtigen Kritiker der Kunstszene Hannovers. In seiner 1919 veröffentlichten Schrift „Die bildende Kunst im neuen Hannover“ kritisiert er die städtische Kunstpolitik, für die der damalige Stadtdirektor Heinrich Tramm stand, sowie den konservativen hannoverschen Kunstverein. Die 1916 als Gegenentwurf gegründete „Kestner-Gesellschaft“ begrüßte Spengemann, weil durch sie bekannte moderne Künstler nach Hannover kamen.
Spengemann war in der aufkeimenden Avantgarde-Szene in Hannover gut vernetzt, hatte aber auch deutschlandweit Kontakte. Zusammen mit Friedrich Wilhelm Wagner, der mit Heft vier ausschied, und Hans Schiebelhuth, der übernahm, war er 1919/20 Herausgeber der Zeitschrift für expressionistische Literatur und Kunst „Der Zweemann“, von der bis Sommer 1920 acht Hefte in Hannover erschienen und für den er selbst schrieb. Er publizierte ebenfalls u. a. in den Zeitschriften „Der Sturm“ und „Der Querschnitt“ und „Das Hohe Ufer“.
Eine lebenslange Freundschaft verband ihn seit 1917 mit dem hannoverschen Merz-Künstler Kurt Schwitters. Schwitters war wie Spengemann einer der Hauptautoren im „Zweemann“. Verständnis für Schwitters‘ Kunst zu schaffen, war Ziel der von Spengemann 1920 im Zweemann-Verlag publizierten Streitschrift „Die Wahrheit über Anna Blume“. Mit Schwitters und Carl Credé war Spengemann Mitbegründer des „Rings Hannoverscher Schriftsteller“. Außerdem war er Mitglied im deutschen PEN. Schwitters und Spengemann unterzeichneten 1923 das „Manifest Proletkunst“, das gegen die Unterscheidung der Kunst in bürgerliche oder proletarische zu Felde zieht, sondern die Erhabenheit des Gesamtkunstwerks betont. 1927 veröffentlichte Spengemann einige Texte in der „Zinnober-Festschrift“, die Kurt Schwitters und Käte Steinitz verantworteten und in der Publikation für das „Fest der Technik“, deren Redaktion ihm oblag. Für dieses Fest verfasste er auch die kleine Programmschrift „Der Do-Do-Do-Do Doppelnippel-MArs-MItternachts-POst-POsaune“ (sic!), in der er einen Auszug aus seinem Roman „Ypsilon“ abdruckte. Außerdem veröffentlichte er in der Zeitschrift „Der Wachsbogen“, in der die Vertreter der Neuen Sachlichkeit in Hannover 1931 und 1932 Texte und Bilder publizierten.
Anfang der 1930er Jahre gründete Spengemann gemeinsam mit Schwitters den hannoverschen Ableger der „Kampfstelle gegen Zensur und Kulturreaktion“, die sich vornehmlich gegen das Aufführungsverbot des Filmes Im Westen nichts Neues nach dem Roman von Erich Maria Remarque richtete. Seine Appelle an die hannoversche Kunstszene, sich für den Film einzusetzen, verhallten jedoch.
Der 1924 fertiggestellte groteske Roman „Ypsilon“, ein literarisches Verwirrspiel, erschien posthum 1991 in der von Karl Riha herausgegebenen Reihe „Randfiguren der Moderne“. Andere Werke blieben unveröffentlicht, so die Schrift „Memoiren einer zu früh Geborenen“ von 1922, der Roman „Fingerling“ von 1927, das Fragment „Mit Heinrich beginnend, ein Hannover-Buch“ oder die „Insel der Bierseligen“ aus den späten Zwanzigerjahren sowie die 1933 bis 1935 fertiggestellten Romane „Die römischen Vier“, „Das königliche Sofa“ und „Herta siegt 5:1“.
Nach dem Krieg konnte er den Kontakt zu dem in England lebenden Kurt Schwitters wieder aufnehmen. Beide trafen sich noch einmal vor Schwitters Tod in London bei Walter Dux. Als Kurt Schwitters am 8. Januar 1948 starb, verfasste er in der Hannoverschen Presse einen Nachruf auf seinen Freund.
Sein schriftlicher Nachlass, in dem sich auch seine 1936 endenden biografischen Aufzeichnungen „Vier Generationen … Die Historie der Familie Spengemann“ finden, liegt seit 1969 in der Stadtbibliothek Hannover.

## Veröffentlichungen (Auswahl)
- Der Künstler. In: Der Sturm. Heft 4, 1919, S. 67.
- Die Bildende Kunst im neuen Hannover. Zweemann, Hannover 1919.
- Kunst, Künstler, Publikum. Fünf Kapitel als Einführung in die heutige Kunst. Zweemann, Hannover 1919.
- Die Wahrheit über Anna Blume. Kritik der Kunst, Kritik der Kritik, Kritik der Zeit. Zweemann, Hannover 1920 (Neuausgabe Postskriptum-Verlag, Hannover 1985, ISBN 3-922382-27-4. Ebenfalls dort 1991, ISBN 3-922382-55-X).
- Der Künstler. Im Urteil seiner Zeitgenossen. In: Der Querschnitt. Bd. 1, 1922. S. 34
- Ypsilon. Ein grotesker Roman. Mit einem Nachwort von Karl Riha. Postskriptum-Verlag, Hannover 1991. ISBN 3-922382-56-8.